# Сливенская епархия
Сливенская епархия (болг. Сливенска епархия) — епархия Болгарской православной церкви с кафедрой в Сливене и архиерейскими наместничествами в Бургасе, Ямболе, Карнобате, Елхове, Котеле и Малком Тырнове.

## История
Сливенская епархия создана 28 февраля 1870 года в соответствии с фирманом султана Абдул-Азиса о создании Болгарского экзархата. Согласно пункту 10 этого фирмана экзархат разделялся на 15 епархий, в числе которых была и Сливенская в границах Сливенского санджака, без Помория и Несебыра. Выбор Сливена центром епархии не был случайным, а была вызвана тем, что Сливен является одним из крупных центров Болгарского национального возрождения. Временное управление епархией было поручено митрополиту Софийскому Дорофею.
25 мая 1872 году на вдовствующие кафедры были назначены будущие митрополиты, в числе архимандрит Серафим (Кинов). 28 июня 1872 года турецкое правительство издало бераты для вновь назначенных болгарских митрополитов. Из-за трудностей церковно-административного характера первый Сливенский митрополит прибыл на свою кафедру лишь 3 июня 1873 года. Он заложил основы духовной жизни в епархии.
Второй Сливенский архиерей митрополит Гервасий (1897-1919) развернул в епархии активное храмостроителство. Среди болгарской церковной общественности митрополит Гервасий был известен как большой славянофил.
Во время Первой мировой войны семья мобилизованных священников, в качестве помощи выплачивалась половина их месячного оклада, а после войны церковь прилагает огромные усилия для розыска пленёных священников.
В 1925 году в монастыре Светой Петки открывается богадельня, которую содержала митрополия. Позже подобное организовано и в Спасском монастыре в крае Ямбол. Отпускались средства и для самих монастырей епархии, потому что большинство из них находилось в плачевном состоянии. Собирались средства и для болгарских монастырей на горе Афон.

## Епископы
- Дорофей (Спасов) (28 февраля 1870 — 25 мая 1872) в/у, митр. Софийский
- Серафим (Кинов) (22 октября 1872 — 30 апреля 1873) в/у, еп. Величский
- Серафим (Кинов) (30 апреля 1873 — 11 августа 1896)
- Гервасий (Георгиев) (2 марта 1897 — 4 апреля 1919)
- Иларион (Арабаджиев) (22 июля 1922 — 13 марта 1939)
- Евлогий (Георгиев) (25 июня 1939 — 5 апреля 1947)
- Никодим (Пиперов) (6 июля 1947 — 23 января 1980)
- Иоанникий (Неделчев) (13 апреля 1980 — 9 января 2024)
- Иоанн (Иванов) (10 января — 26 мая 2024), в/у, митр. Варненский и Великопреславский
- Арсений (Лазаров) (с 26 мая 2024)

## Монастыри
- Бакаджикский Спасский монастырь (мужской; село Чарган, община Тунджа)
- Голямобуковский монастырь (мужской; Голямо-Буково)
- Монастырь пресвятой Богородицы (женский; село Горно Езерово, Бургас)
- Монастырь Рождества Богородицы (женский; село Кабиле)
- Поморийский монастырь святого Георгия Победоносца (мужской; Поморие)
- Монастырь святой Петки (село Сотиря)
- Устремский манастырь святой Троицы (женский; Устрем)
- Монастырь святыж Иоакима и Анны (мужской; Люляково)
- Монастырь святого Илии (село Чинтулово)